# Forças Armadas Reais (Marrocos)
As Forças Armadas Reais (em árabe: القوات المسلحة الملكية المغربية; em francês: Forces armées royales) são a principal força de ataque e defesa de Marrocos. Seus três principais braços são o exército, a marinha e a força aérea. Além disso, possuem uma Guarda Real, uma Gendarmeria (força policial militar) e tropas auxiliares.
O exército real marroquino é um dos maiores, mais bem treinados e com maior orçamento da região, com experiência na luta anti-insurgência e luta no deserto. O país também executou missões de paz na África mas não luta uma guerra convencional desde o conflito contra a Argélia em 1963. Sendo assim, eles não tem muita experiência em um conflito em larga escala.
Segundo um relatório da embaixada americana em Rabat, as forças armadas marroquinas ainda enfrentam muitos desafios. Segundo dados, elas ainda estão impregnadas com corrupção, burocracia, má qualidade de treinamento para soldados e suboficiais, a ameaça de radicalização dos militares de patente baixa, marginalização política e a má distribuição de suas unidades, que focam suas melhores tropas na ocupação do Saara Ocidental.

## Fotos

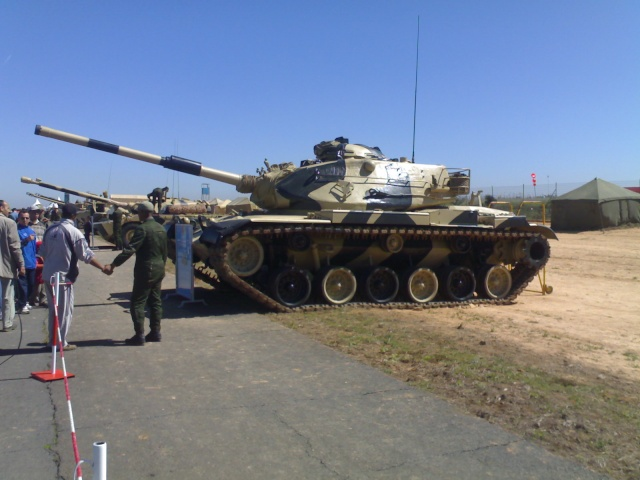
Tanques M60 marroquinos
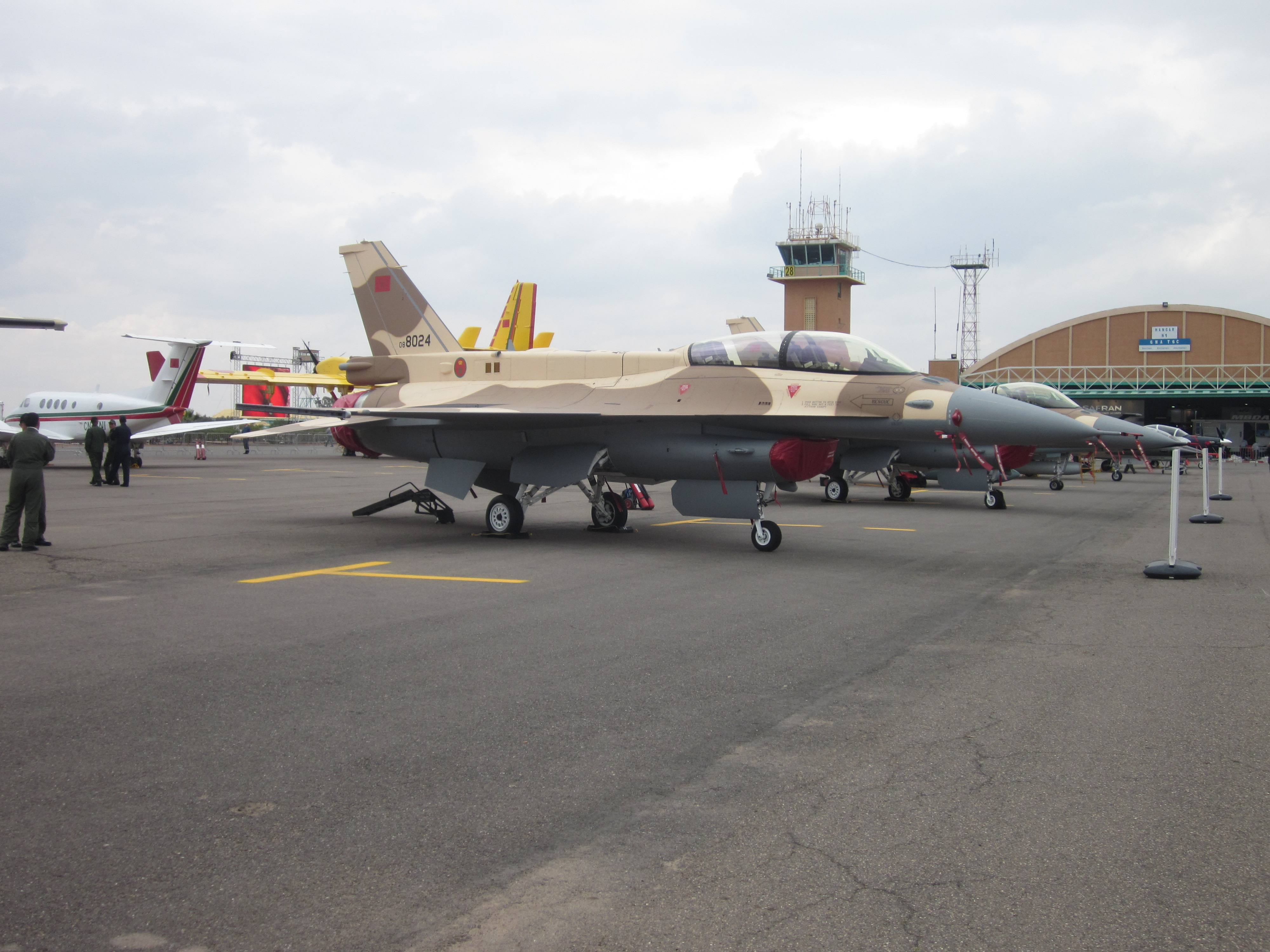
Um caça F-16 marroquino
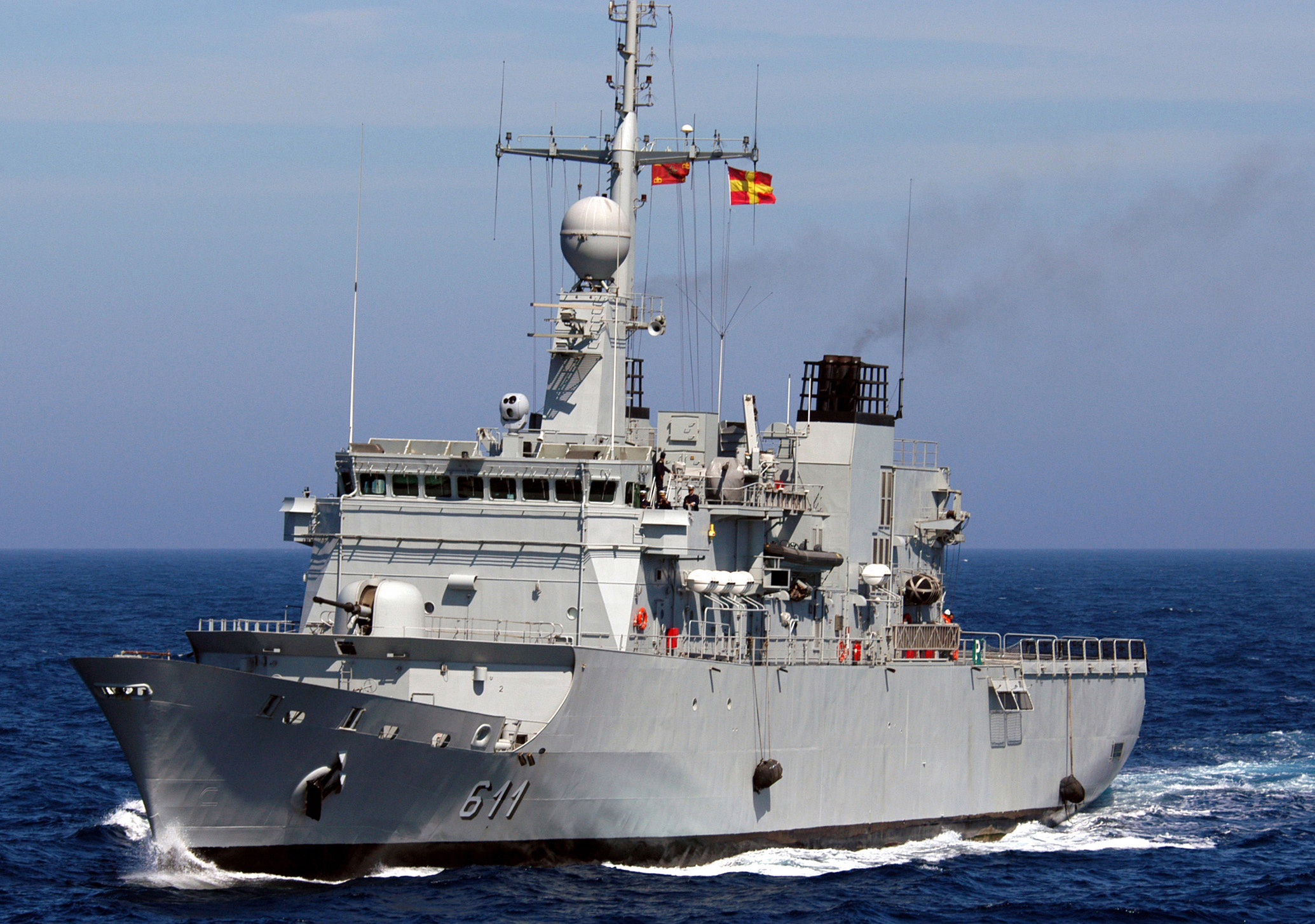
Fragata marroquina da classe Floréal